# Yolande Bavan
Yolande Bavan (* 1. Juni 1940 in Ceylon) ist eine US-amerikanische Jazzsängerin und Schauspielerin aus Sri Lanka. Sie war 1962 bis 1964 Mitglied von Lambert, Hendricks & Bavan.

## Leben
Yolande Bavan stammt aus dem heutigen Sri Lanka und tourte am Beginn ihrer Karriere mit Graeme Bells Band durch Australien und Asien. Bekannt wurde sie, als sie Annie Ross in der Vokalgruppe Lambert, Hendricks & Ross ersetzte. Bavan nahm drei Live-Alben mit dem Ensemble auf, das nun unter dem Gruppennamen Lambert, Hendricks & Bavan firmierte. Nach Auftritten auf dem Newport Jazz Festival und dem Jazzclub The Village Gate 1963 verließen Bavan und Dave Lambert im folgenden Jahr die Gruppe. 1969 nahm sie mit Peter Ivers ein gemeinsames Album für Epic auf, Knight of the Blue Communion. Bei dem frühen Weather-Report-Album von 1972 I Sing the Body Electric ist sie als Sängerin zu hören.
Bereits 1963 begann sie eine zweite Karriere als Schauspielerin, als sie in einer Episode der TV-Serie The Indian Tales of Rudyard Kipling mitwirkte. Danach trat sie in verschiedenen Musicals und Schauspielen auf wie beispielsweise Salvation.

Als Schauspielerin war sie in Spielfilmen wie Bernarda Albas Haus (1984), Abschiedsblicke (1986), Familiensache (1998), Der 13te Krieger (1999) und Cosmopolitan (2003) zu sehen.

## Diskografische Hinweise
- Live at Basin Street (RCA, 1962)
- At Newport ’63 (RCA, 1963)
- Havin’ a Ball at The Village Gate (RCA, 1963)